# Riccardia multicorpora
Riccardia multicorpora là một loài rêu trong họ Aneuraceae. Loài này được E. A. Br. mô tả khoa học đầu tiên năm 1989.